# Andreas Wolff

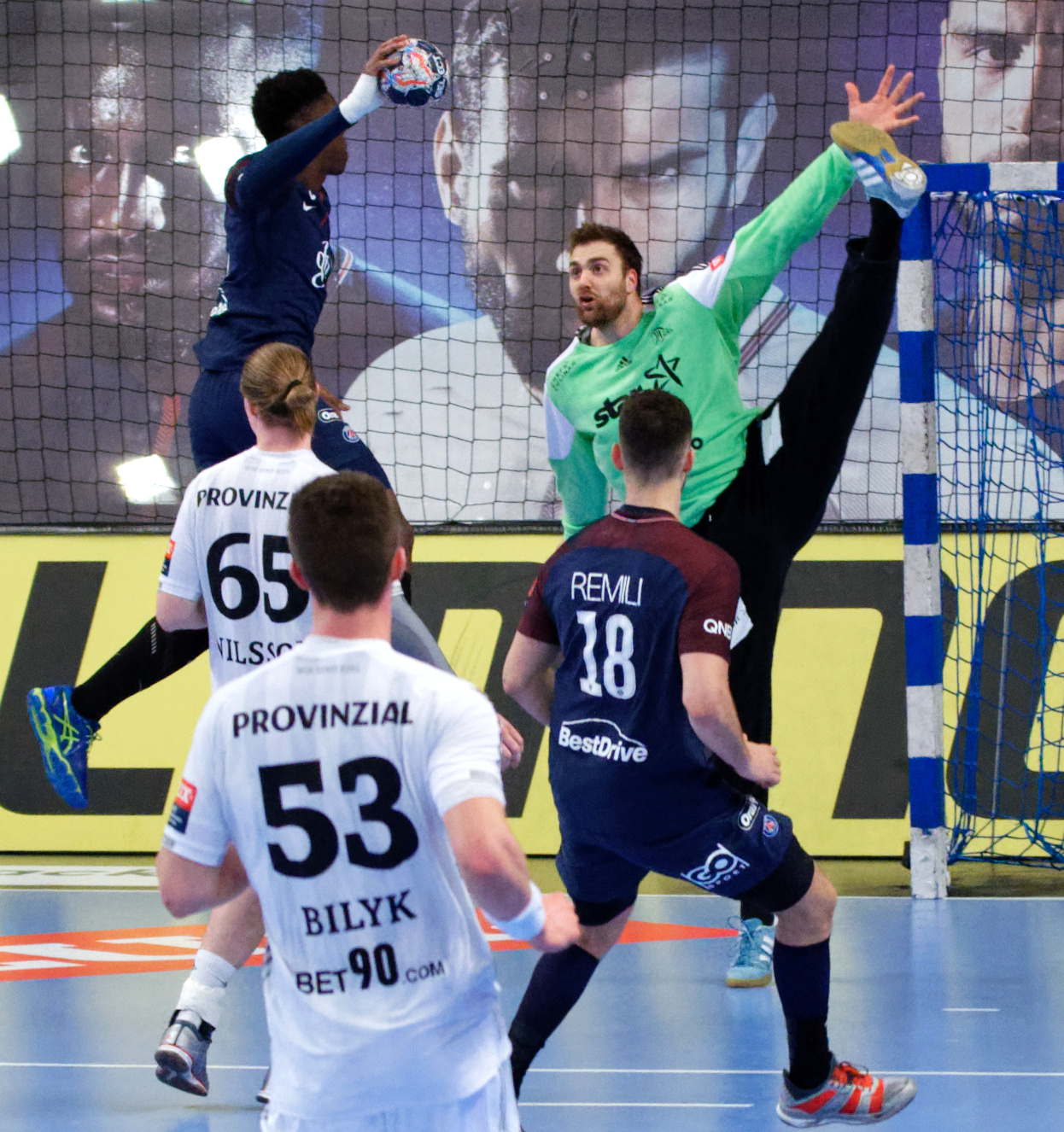
Andreas Wolff i en match mot Paris Saint-Germain HB, 2018.

Andreas Wolff, född 3 mars 1991 i Euskirchen, är en tysk handbollsmålvakt.

## Meriter
Med klubblag
- Polsk mästare 2020, 2021, 2022 och 2023 med Vive Kielce
- Polsk cupmästare 2021 med Vive Kielce
- Tysk cupmästare 2017 och 2019 med THW Kiel
- EHF Cup-mästare 2019 med THW Kiel

Med landslag
- EM-guld 2016 i Polen
- OS-brons 2016 i Rio de Janeiro

Individuella utmärkelser
- All-Star Team EM 2016
- All-Star Team VM 2023
- All-Star Team EM 2024